# Gora Polynova
Gora Polynova är ett berg i Antarktis. Det ligger i Västantarktis. Argentina och Storbritannien gör anspråk på området. Toppen på Gora Polynova är 944 meter över havet.
Terrängen runt Gora Polynova är kuperad norrut, men söderut är den platt. Terrängen runt Gora Polynova sluttar norrut.  Trakten är obefolkad.